# Morfia jeruzsálemi királyné
Morfia jeruzsálemi királyné és edesszai grófné, született Morfia melitenei úrnő (örményül: Մորֆիա; ? − 1126 vagy 1127. október 1.) örmény nemeskisasszony, házassága révén 1101–1118 között Edessza grófnéja, 1118–1126 között Jeruzsálem királynéja.
Gábor melitenei örmény fejedelem leányaként politikai érdekházasságot kötött az első keresztes hadjárattal érkező II. Balduin edesszai gróffal, utóbb jeruzsálemi királlyal. Uralkodónéként távol maradt a politikától, mindazonáltal mikor férje muszlim fogságba esett, közreműködött kiszabadításában. Mivel kapcsolatából II. Balduinnal nem született fiúgyermek, a jeruzsálemi trónt elsőszülött leányuk, Melisenda örökölte.

## Élete

### Származása
Morfia melitenei úrnő valamikor a 11. század második felében született Gábor melitenei úr (?–1103) és egy örmény hercegnő fiatalabbik leányaként. Apja bizánci tisztviselőként került Melitene városának élére; később függetlenedett a császártól, és szuverén fejedelemként kormányozta a települést. Morfia egyik nővére feltehetően egy helybéli örmény fejedelem, Torosz edesszai úr felesége volt; Ibn al-Aszír krónikás pedig említést tesz „II. Balduin sógoráról,” tehát Morfia fivéréről, aki talán azonos azzal a Niképhorosszal, akit egy 1136-os oklevél Melisenda királynő anyai nagybátyjának nevez. Örmény gyökerei ellenére a család valószínűleg nem az önálló örmény egyházhoz, hanem az ortodox felekezethez tartozott. Morfia neve az Ευμορφια (Eumorphia) ’gyönyörű’ rövidített alakjaként görög eredetű volt.
Az első keresztes hadjárat megérkezésével a helybéli örmények több esetben próbáltak szövetségre lépni a nyugati keresztényekkel, tőlük várva segítséget a muszlimok ellen. 1100 elején Gábor melitenei úr az antiochiai fejedelmi címet felvevő Bohemund tarantói herceghez folyamodott: a kilikiai örmények régóta szenvedtek a területükre be-betörő muszlimoktól, elsősorban a danismend törököktől. Gábor nagyúr a török fenyegetés elhárításáért cserébe felajánlotta az antiochiai fejedelemnek a városát, valamint Morfia leánya kezét. I. Bohemund és Morfia frigye azonban nem valósult meg, mert augusztusban a Melitenébe tartó kereszteseket a danismendek lesből lerohanták a környező dombokról, és túszként magukkal hurcolták I. Bohemundot a Pontuszi-hegységbe.

### Házassága és gyermekei
Nem sokkal azt követően, hogy unokatestvérétől, a jeruzsálemi királytól örökölte az edesszai koronát, II. Balduin edesszai gróf (1060-as évek–1131) feleségül vette Morfia melitenei úrnőt. A házasságnak politikai okai voltak: II. Balduin gróf ilyenformán biztosította egyrészt trónigényét, másrészt a környékbeli örmények barátságát és támogatását. Melitene városa ugyanis a legelsőként megalakult keresztes állam, Edessza szomszédságában feküdt, s mint egykori örmény városra, Gábor melitenei úr jogot formálhatott az edesszai trónra. Emellett a gazdag ember hírében álló Gábor melitenei úr hatalmas, 50 000 bezant hozományt adott leánya mellé. Az esküvő dátumát illetően csak találgatni lehet: II. Balduin valószínűleg edesszai trónra kerülése, tehát 1101 ősze után kezdhetett tárgyalásokba Gábor melitenei úrral; Gábor halála és Melitene eleste után viszont a házasság nem járt volna semmilyen politikai előnnyel az edesszai grófnak, ezért a házasságkötésre e két időpont között, tehát 1101 második fele és 1102 vagy 1103 között kellett történnie.
Annak ellenére, hogy hatalmi érdekekből kötött frigyről volt szó, a rendelkezésre álló csekély számú forrás alapján II. Balduin és Morfia boldog, mintaértékű házasságban éltek: „[II. Balduinnak] […] magánéletében nem volt semmi kivetnivaló. Morfiával, örmény feleségével a frank Keleten ritkán látott tökéletes házastársi boldogság példájával szolgáltak.” Edesszai Máté örmény krónikás is említést tesz arról, hogy II. Balduin mennyire szerette a feleségét. Négy gyermekük született – mindannyian leányok voltak, ami a trónöröklés szempontjából problémát jelentett ugyan, de kiházasításuk révén a jeruzsálemi királyi család fontos kapcsolatokra tett szert:
- Melisenda (1104 előtt vagy 1109 körül – 1161), Jeruzsálem társuralkodó királynője,
- Aliz (1110 körül – 1151 után), házassága révén Antiochia fejedelemasszonya,
- Hodierna (1115–17 között – 1161 vagy utána), házassága révén Tripolisz grófnéja,
- Ioveta (1119 vagy 1120 – 1178 előtt), Szent Lázár kolostorának apátnője.

### Jeruzsálemi királynéként

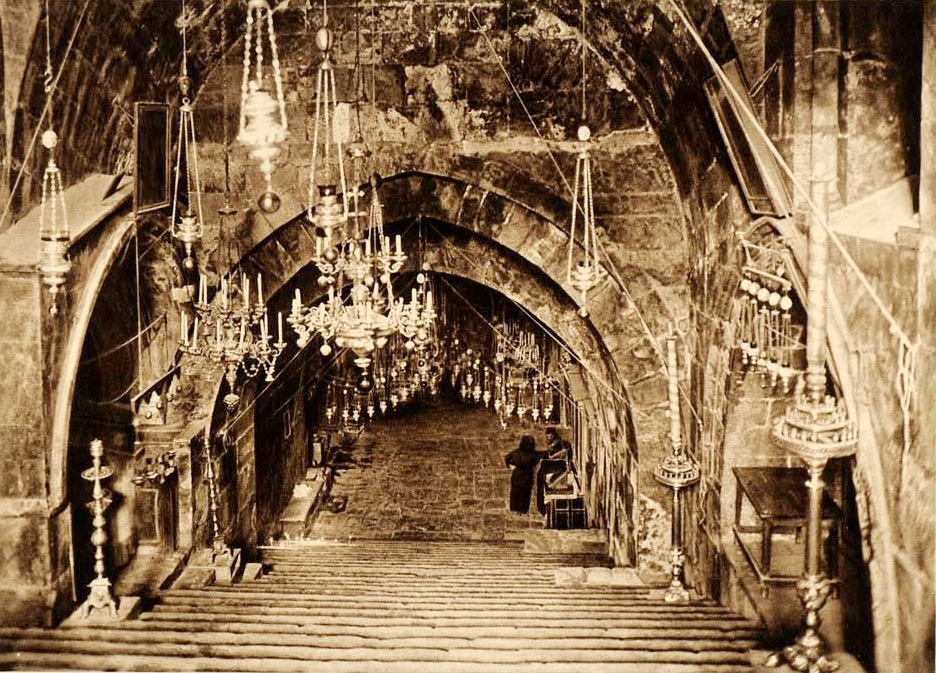
A Mária sírja templom lejárata az 1920-as években – a lépcsősor bal oldali fülkéjében állhatott egykor Morfia királyné sírja, a vele szemközti beugróban pedig leányáé, Melisendáé

1118-ban, unokatestvére halála után a jeruzsálemi nemesek az edesszai grófnak ajánlották fel a megüresedett jeruzsálemi trónt. II. Balduin ekkor éppen zarándoklaton volt Jeruzsálemben; felesége és gyermekei Edesszában maradtak, ahol a kormányzást Courtenay Joscelin frank nemesúr, II. Balduin unokatestvére vette át. II. Balduint nem koronázták meg azonnal; az eseményt azért késleltették, hogy megvárják Morfia megérkezését, és így egyszerre kerülhessen a korona a házaspár fejére. A ceremóniára 1119 karácsonyán került sor Betlehemben, ahol korábban I. Balduint megkoronázták. Noha I. Balduinnak jeruzsálemi királyként egymást követően két felesége is volt, minden valószínűség szerint egyiküket sem koronázták királynévá, így az ország történetében Morfiáé volt az első királynékoronázás.
A Szentföld királyának a hitvese révén szerzett szövetségesei, valamint a fiúutódok kérdése kiemelt fontosságú volt, azonban a melitenei nagyúr leányának örmény kapcsolatai elértéktelenedtek a jeruzsálemi trónon. II. Balduin királlyá választása után az udvarban többen szorgalmazták, hogy hagyja el feleségét és politikai szövetségek, illetve fiúörökös reményében lépjen házasságra egy fiatalabb asszonnyal. II. Balduin azonban elutasította a gondolatot, hogy elváljék feleségétől, s a Morfia melletti elköteleződöttsége jeleként királynévá koronázta az asszonyt.
A latin keresztény, elsősorban frank népességű jeruzsálemi udvar jelentős változást jelenthetett Morfia életében, hiszen egészen addig keleti közegben élt: örmény családban nevelkedett, és Edesszában is a keleti lakosság volt többségben. Nem tudni, a királyné áttért-e férje vallására, vagy megmaradt keleti kereszténynek. Vélhetően keleti szellemben történő neveltetéséből kifolyólag ugyan nem avatkozott bele a királyság kormányzásába, de az udvarra erős kulturális befolyást gyakorolt, már csak azért is, mert hatására leánya, a később királynőként uralkodó Melisenda erős szimpátiát mutatott a keleti kereszténység iránt, bőkezűen támogatta a keleti templomokat, kolostorokat, és a számára készített zsoltároskönyv is hordoz keleti motívumokat. Morfia királynéként használt pecsétjének egyik felén Szűz Mária és a gyermek Jézus ábrázolása, hátoldalán görög nyelvű felirat: „+ΕΥΜΟΡΦΥΑ ΕΝ Χ(ΡΙΣΤ)Ω ΠΙΣΤΗ ΡΗΓΕΝΑ” [Morfia, királyné Krisztus hitében]. A királyságban a latin volt a hivatalos nyelv; a görög pecsét arra utalhat, hogy Morfia királynéként is elsősorban görög nyelvű közeggel – örményekkel és görög keresztényekkel – kommunikált.
Mikor 1123-ban a királyt az edesszai határok védelme közben fogságba ejtették a muszlimok, a királyné örmény zsoldosak fogadott, hogy kiderítsék, hol tartják fogva a férjét. A névtelen szír krónikás elbeszélése szerint Morfia királyné ötlete volt, hogy az örmény harcosok álruhában szivárogjanak be a harputi várba, hogy utána kilétüket felfedve megöljék a védőket és ellenőrzésük alá vonják az erődöt. A szintén ott raboskodó I. Joscelin edesszai grófot sikerült kiszabadítani, II. Balduint azonban nem. 1124-ben a királyné személyesen utazott el északra egyezkedni a szaracénokkal a király szabadon bocsátásáról I. Joscelin edesszai gróf társaságában. A tárgyalásokat a királyné vezette. Balak szarúdzsi herceg fia, Timurtas hajlandónak mutatkozott elengedni az uralkodót, az általa szabott nyolcvanezer dinár váltságdíj azonban nagyon magas volt; ráadásul ebből húszezer dinárt azonnal ki kellett fizetni; ezt az összeget a királyné teremtette elő. A váltság maradék részének zálogát tulajdon gyermeke, a kisleány Ioveta hercegnő jelentette, aki túszként ott maradt a saizari emír udvarában édesapja szabadulásáért cserébe. A hercegkisasszonyt szülei körülbelül egy évnyi raboskodás után tudták megváltani.

### Halála és temetése
Morfia jeruzsálemi királyné és edesszai grófné legidősebb leánya zsoltárgyűjteménye, a Melisenda királynő zsoltároskönyve szerint  október 1-jén hunyt el; az évre vonatkozóan nincsenek egyértelmű utalások, 1126 és 1127 egyaránt szóba jöhet.
Akárcsak a koronázás esetében, a temetés kapcsán sem volt precedens: sem Arda, sem Adelheid nem volt már jeruzsálemi királyné a halála időpontjában, s nem is a királyság területén temették el őket. Morfiát a Jozafát völgyében található Mária sírja templomban helyezték örök nyugalomra; később Melisenda leányát is ide temették. A helyszín kiválasztása Szűz Máriával hozta összefüggésbe a jeruzsálemi királyi család nőtagjait. Megözvegyült férje nem nősült meg újra; a király halála után a jeruzsálemi koronát Melisenda leányuk és vejük, V. Fulkó anjoui gróf örökölték társuralkodókként.